# Réserve naturelle orientée (Italie)
Une réserve naturelle orientée (RNO) est un type d'espace naturel protégé, en Italie, dans lequel les interventions culturelles, agricoles et sylvo-pastorales sont autorisées pour autant qu'elles n'entrent pas en conflit avec la conservation des milieux naturels. Autour des zones de réserve (zone A) une zone de pré-réserve (zone B) à développement contrôlé est identifiée afin d'intégrer le territoire environnant dans le système de protection de l'environnement.

## Description
La RNO est l'un des types de réserves naturelles officiellement définies en Italie, avec la réserve naturelle spéciale et la réserve naturelle intégrale (RNI), également utilisées dans les documents officiels du ministère de l'Environnement et de la Protection de la terre et de la mer.
Les zones sont reconnues par arrêté du ministère de l'Environnement. Parfois, les réserves sont à vocation naturelle et biogénétique.En Sicile (mais pas seulement), une distinction est faite entre la zone de pré-réserve et la zone protégée B, en tant que zones entourant la zone A qui fait l'objet d'une protection.

### Abruzzes
- La réserve naturelle orientée de Lama Bianca
- La réserve naturelle orientée de Monte Rotondo
- La réserve naturelle orientée de Piana Grande della Majelletta
- La réserve naturelle orientée de la Vallée de l'Orfento
- La réserve naturelle orientée de la Vallée de l'Orfento II

### Pouilles
- La réserve naturelle régionale orientée de la côte orientale de Tarente
- La réserve naturelle régionale orientée Bosco delle Pianelle
- La réserve naturelle régionale orientée Bosco di Cerano

### Sicile
- La réserve naturelle orientée du Zingaro